# 邦尼湖 (南極洲)
77°44′S 162°10′E / 77.733°S 162.167°E
邦尼湖（英語：Lake Bonney）是南極洲的鹹水湖，位於麥克羅伯特森地泰勒谷中，長7公里、寬0.9公里，面積4.3平方公里，海拔高度57米，平均水深15米，最大水深40米，該湖以倫敦大學學院的地質學教授命名。

## 外部連結
- Lake data （页面存档备份，存于）
- Satellite map （页面存档备份，存于）

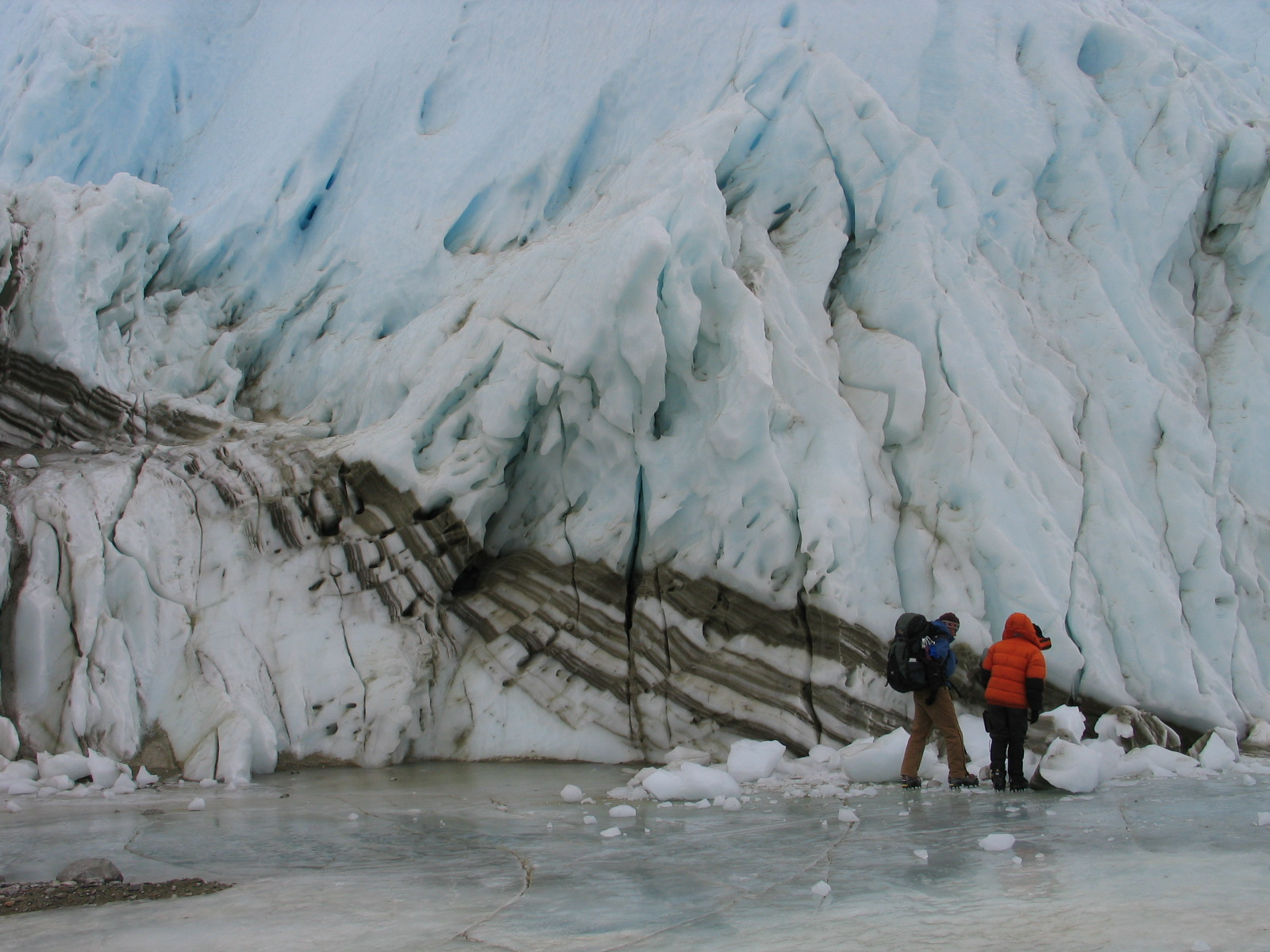

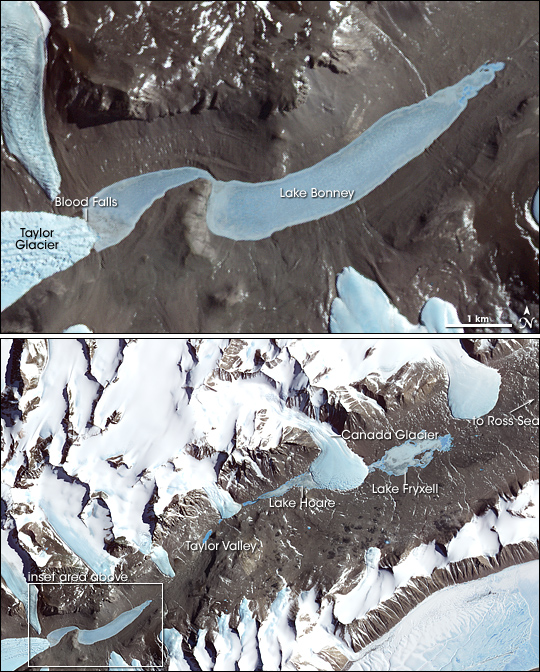

- Lake Bonney panoramic picture （页面存档备份，存于）